# Петерсен, Нильс Кнудсен
Нильс Кнудсен Петерсен (дат. Niels Knudsen Petersen; 12 июля 1885, Копенгаген — 29 августа 1961, Сёллерёд, Ховедстаден) — датский гимнаст, бронзовый призёр летних Олимпийских игр 1912 года в командном первенстве по произвольной системе. Участник неофициальных летних Олимпийских игр 1906, серебряный призёр Игр 1906 года в командном первенстве по гимнастике. Участвовал также в командном первенстве на летней Олимпиаде 1908 года (4-е место). Участвовал также в абсолютном первенстве на Играх 1912 года, где занял 34-е место.